# Райлов
Райлов (укр. Райлів) — село в Стрыйской городской общине Стрыйского района Львовской области Украины.
Население по переписи 2001 года составляло 301 человек. Занимает площадь 0,45 км². Почтовый индекс — 82430. Телефонный код — 3245.